# Одоевский, Михаил Никитич (ум. 1652)
Михаи́л Ники́тич Одо́евский (ум. 19 ноября 1652) — князь, стольник из рода Одоевских, сын ближнего боярина Никиты Ивановича Одоевского и Евдокии Фёдоровны Шереметевой. Рюрикович в XXIII колене.

## Биография
Исходя из даты рождения отца, родился в 1620-е годы. Впервые упоминается в 1640 году в списке царских стольников с окладом 800 четвертей и 60 рублей. 28 января 1644 года во время обеда на приёме датского королевича Вальдемара,  "носил пить перед Государём". Часто сопровождал царя Алексея Михайловича в его поездках по монастырям и подмосковным сёлам. В 1646 году находился на службе в Ливнах и Белгороде в полку отца, который был назначен главным воеводой. В 1648 году пожалован в комнатные спальники (1648—1652). В 1649 году наследовал село Фоминское в Московском уезде. В 1651 году получил в наследство село Болшево под Москвой, для которого род Одоевских впоследствии сыграл значимую роль.
В 1652 году князь Михаил Никитич внезапно умер от "огненной" болезни и был похоронен в Троице-Сергиевой лавре.
Дошло письмо царя Алексея Михайловича к отцу Михаила князю Никите Ивановичу Одоевскому, написанное вскоре по его смерти. Из этого письма видно, что князь Михаил Никитич был очень близок к царю, который любил с ним беседовать, часто бывал у него в доме, постоянно виделся с ним и был очень к нему расположен.

## Семья
Женат на Марии Ивановне (ум. 10 августа 1665).
Сын: Юрий Михайлович Одоевский (ум. 1685), наместник в Рязани (1674), боярин (1676), воевода в Новгороде (1678—1680).